# Décès en 1988
Décès
- 1984
- 1985
- 1986
- 1987
- 1988
- 1989
- 1990
- 1991
- 1992

Cet article présente une liste de personnalités mortes au cours de l'année 1988 dont la date de décès précise est inconnue.
La liste des personnes référencées dans Wikipédia est disponible dans la page de la Catégorie:Décès en 1988

Les mois de l'année font l'objet de listes spécifiques :

## Date inconnue
| Date   | Nom           | Activités                                | Âge      | Source |
| ------ | ------------- | ---------------------------------------- | -------- | ------ |
| ? août | Albert Büchi  | coureur cycliste suisse                  | 81       |        |
| ?      | Michel Habera | footballeur polonais naturalisé français | 60 ou 61 |        |